# ジョージ・フォックス＝レーン (初代ビングリー男爵)
初代ビングリー男爵ジョージ・フォックス＝レーン（英語: George Fox-Lane, 1st Baron Bingley、出生名ジョージ・フォックス（George Fox）、1696年ごろ – 1773年2月27日）は、グレートブリテン王国の政治家、貴族。トーリー党に属し、庶民院議員（在任：1734年 – 1741年、1742年 – 1761年）を務めた。

## 生涯
ヘンリー・フォックス（Henry Fox、1719年没）と2人目の妻フランシス（Frances、旧姓レーン（Lane）、初代レインズバラ子爵ジョージ・レーンの娘）の息子として、1696年ごろに生まれた。
1727年イギリス総選挙でトーリー党候補としてヒンドン選挙区（2人区）から出馬、激しい選挙戦の結果55票（得票数3位）で落選した。フォックスは選挙申立をしたが、結果を覆すには至らなかった。
1731年7月12日、ハリエット・ベンソン（Harriet Benson、1704年ごろ – 1771年4月7日、初代ビングリー男爵ロバート・ベンソンの娘）と結婚、1男をもうけた。妻の持参金が10万ポンドと年収7,000ポンド相当の地所（ブラマムなど）に上ると言われた。
- ロバート（1732年8月5日 – 1768年5月） - 庶民院議員。2度結婚したが、子供をもうけなかった[1]

1734年イギリス総選挙で再びヒンドンから出馬、今度は無投票で当選した。議会では野党の一員として投票し、1741年イギリス総選挙に出馬せず議員を退任した。1742年1月、ヨークシャー選挙区の補欠選挙にトーリー党候補として出馬したが、7,049票対8,005票で落選した。同年7月にシティ・オブ・ヨーク選挙区の補欠選挙に出馬して当選した。この補欠選挙は現職議員の死去により行われた選挙であり、議員死去を受けて開催された自由市民の会合では前年の総選挙で落選した第4代準男爵サー・ジョン・リスター・ケイに再出馬を打診したが、ケイは健康上の理由により辞退、代わりにフォックスを推薦していた。以降1747年、1754年の総選挙で無投票で再選した。2回の選挙ともにトーリー党・ホイッグ党が1議席ずつ得ており、1753年末にはホイッグ党内部で候補2名を推す動きがあったが、トーリー党を不用意に刺激して出費の多い選挙戦になる恐れがあり、トーリー党からレーンの当選が妨げられない限りはホイッグ党候補1名に反対しないとの表明があったことでホイッグ党は候補2名の擁立を断念、選挙戦は回避された。2度目の議員期でもトーリー党員として投票した。
1751年に母方のおじにあたる第2代レインズバラ子爵ジェームズ・レーンの遺言状に基づきレーン家の遺産を継承、同年3月22日に議会立法に基づきレーンを姓に加えた。1757年、ヨーク市長を務めた。1758年9月にヨーク選挙区のホイッグ党現職議員第2代準男爵サー・ジョン・アーミテージが死去すると、フォックス＝レーンはヨークでの勢力を育ててきたこともあり2議席目の奪取を目論み、息子ロバートを立候補させたが、親子で2議席を占めようとしたことが反感を買い、地方自治体（corporation）での勢力が盤石だったにもかかわらずロバートは994票対1,239票で落選した。その後、フォックス＝レーンは1761年イギリス総選挙で立候補せず議席を息子に譲った。
1762年5月13日、グレートブリテン貴族であるヨークシャーにおけるビングリー男爵に叙された。叙爵は息子の義父にあたる初代ノーティントン伯爵ロバート・ヘンリーの努力の結果とされる。爵位の継承権は初代男爵とハリエットの間の男系男子と規定された。
1771年2月22日にバースで死去、息子ロバートに先立たれたため爵位は廃絶した。遺言状に基づき、遺産は甥ジェームズ・フォックス＝レーンが継承した。
ホレス・ウォルポールは1777年10月5日の手紙でジョン・バーゴインがビングリー男爵の庶子であると主張したが、ヴィカリー・ギブスは『完全貴族要覧』第2版第2巻（1932年）で証拠がまったくないと否定している。